# Mark Jackson
Mark Jackson (ur. 1 kwietnia 1965 w Nowym Jorku) – amerykański koszykarz występujący na pozycji rozgrywającego, trener i analityk koszykarski.

## Życiorys
Karierę koszykarską zaczynał na uczelni St. John’s University (Nowy Jork). W drafcie 1987 został wybrany z 18. numerem przez New York Knicks. W NBA występował w latach 1987–2004, w takich drużynach jak: New York Knicks, Indiana Pacers, Los Angeles Clippers, Denver Nuggets, Toronto Raptors, Utah Jazz i Houston Rockets.
Po przejściu na emeryturę, został komentatorem sportowym dla kanału ESPN i ABC wraz ze swoim byłym trenerem Jeffem Van Gundym i kolegą z boiska Mikiem Breenem. W 2011, został zatrudniony przez Golden State Warriors jako główny trener. Prowadził drużynę przez trzy sezony. 7 maja 2014 został zwolniony ze stanowiska mimo tego, że prowadził Warriors do dwóch kolejnych występów w play-off po raz pierwszy od 1992.
17 maja 2014 powrócił do ESPN jako analityk.
W 1996 wystąpił w filmie Eddie.

## Osiągnięcia
Na podstawie, o ile nie zaznaczono inaczej.
NCAA
- Uczestnik:
  - NCAA Final Four (1985)
  - turnieju NCAA (1984–1987)
- Mistrz: 
  - turnieju konferencji Big East (1986 – obecnie po reorganizacji w 2013 roku konferencja nosi nazwę American Athletic Conference – AAC)
  - sezonu regularnego konferencji Big East (1985, 1986)
- Obrońca roku konferencji Big East (1987)[9]
- Laureat Haggerty Award (1987)[10]
- Zaliczony do:
  - I składu turnieju konferencji Big East (1986)
  - II składu All-American (1987)
- Lider NCAA w asystach (1986)[11]

NBA
- Wicemistrz NBA (2000)
- Debiutant Roku NBA (1988)[12]
- Uczestnik meczu gwiazd NBA (1989)
- Zaliczony do I składu debiutantów NBA (1988)[13]
- Lider NBA w asystach (1997)
- Zawodnik tygodnia NBA (29.03.1992)
- Debiutant miesiąca NBA (listopad, grudzień 1987, luty 1988)